# Sucupira do Riachão
Sucupira do Riachão este un oraș în unitatea federativă Maranhão (MA), Brazilia.